# Love at First Sight
«Love at First Sight» (esp. Amor a primera vista) es una canción pop dance de la australiana Kylie Minogue de su octavo álbum de estudio Fever. La canción fue lanzada como el tercer sencillo del álbum el 3 de junio de 2002, donde se transformó en su #24 top 10 en las listas de UK. La canción también fue nominada a los premios Grammy del 2002 en la categoría "Mejor Grabación Bailable, siendo su primera nominación a estos premios. También ganó los premios MTV europeo por "Mejor canción pop" en el 2002.
Esta canción no debe ser relacionada con su anterior canción de Love at First Sight de su álbum debut, Kylie (1988).
La canción y el video musical fueron usados en el 2003 en el videojuego musical Dance Dance Revolution.
En diciembre del 2008, la canción fue posicionada en el #634 por VH1 de Australia en el top 1000 canciones para una fiesta.

## Listas de ventas
Love at First Sight fue estrenada en el Reino Unido el 10 de junio de 2002, debutando en el puesto 2 siendo certificada platino. A su vez logró 3116 pedidos radiales en aquel país rompiendo el récord que previamente había conseguido con Can't get you out of my head. En otros lugares de Europa llegó al número 1 como en Albania, Grecia, y Letonia. Y en otras pudo ingresar al top 10, Bulgaria, 2, Eslovenia, 2, Rumania, 2, Hungría, 3, Croacia, 3, Yugoslavia, 4, Polonia, 5, Estonia, 5, Dinamarca, 6, Eslovaquia, 6, Irlanda, 7, e Italia, 8. 
En Australia pegó al tercer casillero obteniendo disco de oro al superar las 35,000 copias. En Nueva Zelanda figuró en el 9 obteniendo también disco de oro. 
En Estados Unidos tuvo un amplio éxito radial al quedarse en el #3 del ARC Top 40 Weekly. En el Billboard tuvo su peak en el 23, y pudo ser número 1 en el Billboard Dance/ClubPlay. En Canadá apareció en el quinto lugar. 
En Asia llegó al primer puesto de Singapur, Líbano e Israel. Y al 2 en Hong Kong. En Sudáfrica llegó al segundo lugar.

## Canciones
UK CD sencillo #1
1. «Love at First Sight» – 3:59
2. «Can't Get Blue Monday Out Of My Head» – 4:03
3. «Baby» – 3:48
4. «Love at First Sight» music video

UK CD sencillo #2
1. «Love at First Sight» – 3:59
2. «Love at First Sight» (Ruff and Jam Club mix) – 9:31
3. «Love at First Sight» (The Scumfrog's Beauty and the Beast Vocal edit) – 4:26

| Australian CD sencillo 1. «Love at First Sight» – 3:59 2. «Can't Get Blue Monday out of My Head» – 4:03 3. «Baby» – 3:48 4. «Love at First Sight» (Ruff and Jam Club mix) – 9:31 5. «Love at First Sight» (Twin Masterplan mix) – 5:55 6. «Love at First Sight» (The Scumfrog's Beauty and the Beast Vocal edit) – 4:26 Vinyl sencillo 1. «Love at First Sight» – 3:59 2. «Love at First Sight» (Kid Creme Vocal dub) — 6:27 3. «Can't Get You out of My Head» – 4:03 4. «Love at First Sight» (The Scumfrog's Beauty and the Beast Vocal mix) – 8:54 5. «Love at First Sight» (The Scumfrog's Beauty and the Beast Acappella) – 1:34 | Official remixes 1. «Love at First Sight» (Album edit) – 3:58 2. «Love at First Sight» (Ruff and Jam Radio Vocal 7") – 3:38 3. «Love at First Sight» (Ruff and Jam U.S. remix) – 3:45 4. «Love at First Sight» (Ruff and Jam Lounge mix) – 4:41 5. «Love at First Sight» (The Scumfrog's Beauty and the Beast dub) – 8:54 6. «Love at First Sight» (Kid Creme Vocal-Less dub) – 6:23 7. «Love at First Sight» (Kid Creme Vocal edit) – 2:35 8. «Love at First Sight» (David Guetta & Joachim Garraud Dancefloor Killa mix) – 6:26 9. «Love at First Sight» (Ruff and Jam Radio mix Instrumental) – 3:48 10. «Love at First Sight» (David Guetta & Joachim Garraud Mekaniko mix) – 6:21 |